# Benjamín López
Benjamín López Rodríguez (San Diego, California, Estados Unidos; 16 de febrero de 1995), más conocido como Benji López, es un exfutbolista estadounidense de nacionalidad mexicana. Jugaba como delantero en el Club Santos Laguna de la Primera División de México.

## Trayectoria
López jugó en su juventud con el San Diego Surf Soccer Club antes de mudarse con su hermana a Casa Grande, Arizona, y comenzar a jugar en la academia del Real Salt Lake en noviembre de 2011. El 15 de julio de 2013 firmó su primer contrato profesional con el primer equipo de Real Salt Lake. En mayo de 2014, tras jugar en un partido amistoso ante Panathinaikos Fútbol Club y anotar dos goles, llamó la atención del equipo griego y estuvo a prueba durante unos días. Tras no tener participación con el equipo de Real Salt Lake, fue enviado a préstamo al Arizona United. Al regresar a RSL, se anunció que López no continuaría en el equipo en diciembre de 2014.
Tras salir de RSL, López entró a Magnitude Football USA, una academia y programa de desarrollo de futbolistas profesionales en donde fue reclutado por el Club Santos Laguna en 2015.

## Palmarés

### Campeonatos nacionales
| Título                            | Equipo               | Sede   | Año    |
| --------------------------------- | -------------------- | ------ | ------ |
| Primera División de México Sub-20 | Santos Laguna Sub-20 | México | A-2015 |